# Agromyza abyssinica
Agromyza abyssinica är en tvåvingeart som beskrevs av Spencer 1964. Agromyza abyssinica ingår i släktet Agromyza och familjen minerarflugor.
Artens utbredningsområde är Etiopien. Inga underarter finns listade i Catalogue of Life.